# Prometheus-Film Ag
La Prometheus-Film Ag, nome completo Prometheus Film-Verleih und Vertriebs GmbH, è stata un'importante casa di produzione e di distribuzione cinematografica tedesca con sede a Berlino e con filiali a Düsseldorf, Amburgo, Monaco e Lipsia. Fondata nel 1925, era legata - in maniera indiretta - al KPD, il partito comunista tedesco.
La compagnia berlinese fu in prima fila nella produzione di quello che venne comunemente chiamato il cinema proletario tedesco. Nel settore distributivo, si deve a lei la diffusione in Germania di autori quali Vsevolod Pudovkin e Sergej Michajlovič Ėjzenštejn di cui distribuì rispettivamente Tempeste sull'Asia e La corazzata Potëmkin .

## Filmografia

### Produzione
- Die Standuhr, regia di Rudolf Meinert (1914)
- Des Türmers treuer Freund, regia di Karl Gerhardt (1914)
- Namenlose Helden, regia di Kurt Bernhardt (Curtis Bernhardt) (1925)
- Kladd und Datsch, die Pechvögel, regia di Phil Jutzi (1926)
- Überflüssige Menschen, regia di Aleksandr Razumnyj, (1926)
- Die rote Front marschiert, regia di Phil Jutzi (1927)
- Die Machnower Schleuse, regia di Phil Jutzi (1927)
- Das Mädchen aus der Fremde, regia di Franz Eckstein (1927)
- Eins + Eins = Drei, regia di Felix Basch (1927)
- Weltstadt im Grünen, regia di Phil Jutzi (1928)
- Kindertragödie, regia di Phil Jutzi e Karl Lutz (1928)
- Fröhliche Pfalz, regia di Phil Jutzi (1928)
- Schinderhannes, regia di Kurt Bernhardt (Curtis Bernhardt) (1928)
- Salamandra, regia di Grigori Roshal (1928)
- Il cadavere vivente (Živoj trup Живой труп), regia di Fëdor Ozep (1929)
- Pamir, regia di Vladimir Shnejderov e V. Yerofeyev (1929)
- Jenseits der Straße - Eine Tragödie des Alltags, regia di Leo Mittler (1929)
- Il viaggio di mamma Krause verso la felicità (Mutter Krausens Fahrt ins Glück), regia di Phil Jutzi (1929)
- Kuhle Wampe (Kuhle Wampe oder: Wem gehört die Welt?), regia di Slatan Dudow (1932)
- Metall, regia di Hans Richter (1933)

### Distribuzione
- Die Standuhr, regia di Rudolf Meinert (1914)
- La corazzata Potëmkin (Bronenosets Potyomkin Бронено́сец «Потёмкин), regia di Sergej Michajlovič Ėjzenštejn (1925)
- Überflüssige Menschen, regia di Aleksandr Razumnyj, (1926)
- Chelovek iz restorana, regia di Yakov Protazanov (1927)
- Eins + Eins = Drei, regia di Felix Basch (1927)
- Schinderhannes, regia di Kurt Bernhardt (Curtis Bernhardt) (1928)
- Shanhkayskiy dokument, regia di Yakov Bliokh (1928)
- Tempeste sull'Asia (Потомок Чингис-Хана), regia di Vsevolod Pudovkin (1928)
- Il cadavere vivente (Živoj trup Живой труп), regia di Fëdor Ozep (1929)
- Jenseits der Straße - Eine Tragödie des Alltags
- Il viaggio di mamma Krause verso la felicità (Mutter Krausens Fahrt ins Glück), regia di Phil Jutzi (1929)
- Wer hat Bobby gesehen?
- Rivalen im Weltrekord
- Il cammino verso la vita (Putyovka v zhizn), regia di Nikolai Ekk (1931)